# Willem Bilderdijk
Willem Bilderdijk, född 7 september 1756 i Amsterdam, död 18 december 1831 i Haarlem, var en nederländsk författare.
Bilderdijk blev 1782 advokat i Haag, han flyttade därefter 1795 till Hamburg, och 1797 till Braunschweig. År 1806 återvände han till Nederländerna, där han i Leiden utövade lärarverksamhet och språkvetenskapligt författarskap. Bilderdijk var en lidelsefull romantisk författare, som i sina dikter tog upp striden med tidens idéer. Bland hans verk märks De ziekte der geleerden (1807), De ondergang der eerste wareld (1809). Bilderdijks samlade Dichtwerken utgavs i 16 band (1856–1859).
Asteroiden 12162 Bilderdijk är uppkallad efter honom.